# 647-es busz
A 647-es jelzésű elővárosi autóbusz Kunszentmiklós és Kiskunlacháza között közlekedik.

## Megállóhelyei
| 0  | Kunszentmiklós, Kálvin tér végállomás       | 36 | 646, 653                                                                       |
| 3  | Kunszentmiklós, Petőfi lakótelep            | 32 | 646, 653                                                                       |
| 16 | Apaj, kunszentmiklósi útelágazás            | 20 | 649, 653, 669                                                                  |
| 24 | Kiskunlacháza, Faragó tanya                 | 13 | 653, 669                                                                       |
| 26 | Bankháza, iskola                            | 11 | 653, 669                                                                       |
| 29 | Kiskunlacháza, vasútállomás bejárati út     | 7  | 645, 648, 653, 669, 670                                                        |
| 29 | Kiskunlacháza, gépállomás                   | 6  | 645, 648, 653, 669, 670                                                        |
| 30 | Kiskunlacháza, Katona József utca           | 5  | 645, 648, 653, 669, 670 1115                                                   |
| 31 | Kiskunlacháza, malom                        | 4  | 645, 648, 653, 669, 670                                                        |
| 32 | Kiskunlacháza, vasútállomás elágazás        | 3  | 645, 648, 653, 660, 661, 665, 668, 669, 670 1110, 1111, 1113, 1115 S25 G25 Z25 |
| 33 | Kiskunlacháza, Dózsa György utca 136.       | 2  | 645, 660, 661, 665, 668, 669, 670                                              |
| 34 | Kiskunlacháza, Miska Csárda                 | 1  | 645, 660, 661, 665, 668, 669, 670 1110, 1111                                   |
| 36 | Kiskunlacháza, ráckevei elágazás végállomás | 0  | 645, 661, 665, 668, 669, 670, 671                                              |

Egyes menetek csak Kunszentmiklós, Kálvin tér és Apaj, kunszentmiklósi útelágazás között közlekednek.